# 15 Park Avenue
15 Park Avenue es una película en inglés de Aparna Sen protagonizada por Shabana Azmi, Konkona Sen Sharma y Rahul Bose. Ganó el National Film Award a la mejor película en inglés.

## Argumento
Anjali es una mujer divorciada, profesora, que tiene que cuidar a su hermana menor, Meethi, que es esquizofrénica. Meethi nunca se ha casado y está convencida de que tiene un esposo, que es un exnovio suyo, y cinco hijos, en la Avenida Park 15 de Calcuta (una dirección inexistente).

## Reparto
| Actor               | Personaje                |
| ------------------- | ------------------------ |
| Shabana Azmi        | Anjali                   |
| Konkona Sen Sharma  | Meethi                   |
| Soumitra Chatterjee | padre de Meethi          |
| Waheeda Rehman      | madre de Meethi y Anjali |
| Rahul Bose          | Joydeep Roy              |
| Dhritiman Chaterji  | Dr. Kunal Barwa          |
| Kanwaljeet Singh    | novio de Anjali          |